# Growschrank

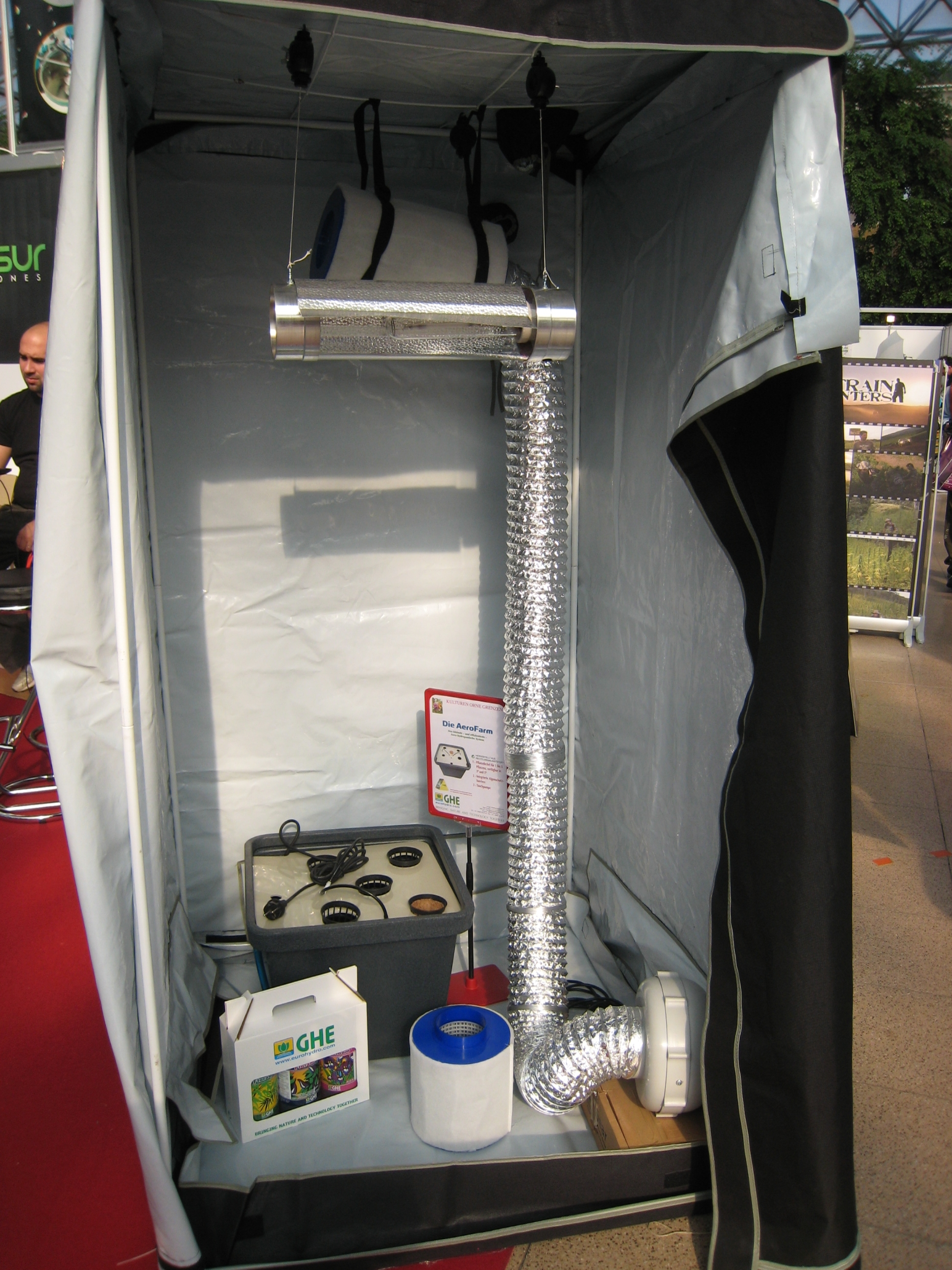
Ein fast komplett eingerichteter, industriell gefertigter Growschrank

Ein Growschrank ist eine Anlage zum Kultivieren von Pflanzen in einem (provisorischen) Schrank, welche allerdings meistens zum (oft illegalen) Anbau von Rauschhanf (Cannabis sativa, Cannabis indica, Sativa-indica-Hybride) zur Gewinnung von Marihuana eingesetzt wird. Das Wort Growschrank ist ein Neologismus, der so viel bedeutet wie „Anzuchtschrank“. Diese Art des Anbaus wird auch als „Indoor-Growing“ bezeichnet.
In einem Growschrank kann Hanf – anders als bei der Kultivierung im Freien („Outdoor-Growing“) – ganzjährig und witterungsunabhängig herangezogen werden. Da es in vielen Staaten illegal ist, Hanf zur Gewinnung von Marihuana oder Haschisch anzubauen, wird der Growschrank dazu verwendet, kleine bis mittlere Mengen versteckt zu kultivieren.

## Beschaffenheit
Man unterscheidet zwei Arten von Growschränken. Selbst gebaute Growschränke sind meist improvisierte Schränke aus Spanplatten oder sind umgebaute Schlafzimmerschränke. Die zweite Art sind im Handel erhältliche Growschränke aus industrieller Produktion, welche in verschiedenen Größen hergestellt werden. Der erste professionelle Growschrank wurde 1991 von der Firma WR design & trade GmbH aus der Schweiz gebaut. Diese industriellen Growschränke bestehen heute vorwiegend aus Metallstangen und Plastikplanen aus innen reflektierendem und nach außen abdichtenden Material, sie verfügen meist über vorgefertigte Öffnungen für Kabel und Schläuche, das Prinzip entspricht dem eines Zeltes. Gängige Maße sind 60 cm × 60 cm × 120 cm bis 120 cm × 120 cm × 200 cm. Bauartbedingt sind sie einfach auf- und abzubauen. Der Name Growbox ist in vielen Ländern, darunter Deutschland und Schweiz, ein geschützter Markenname.

## Ausstattung

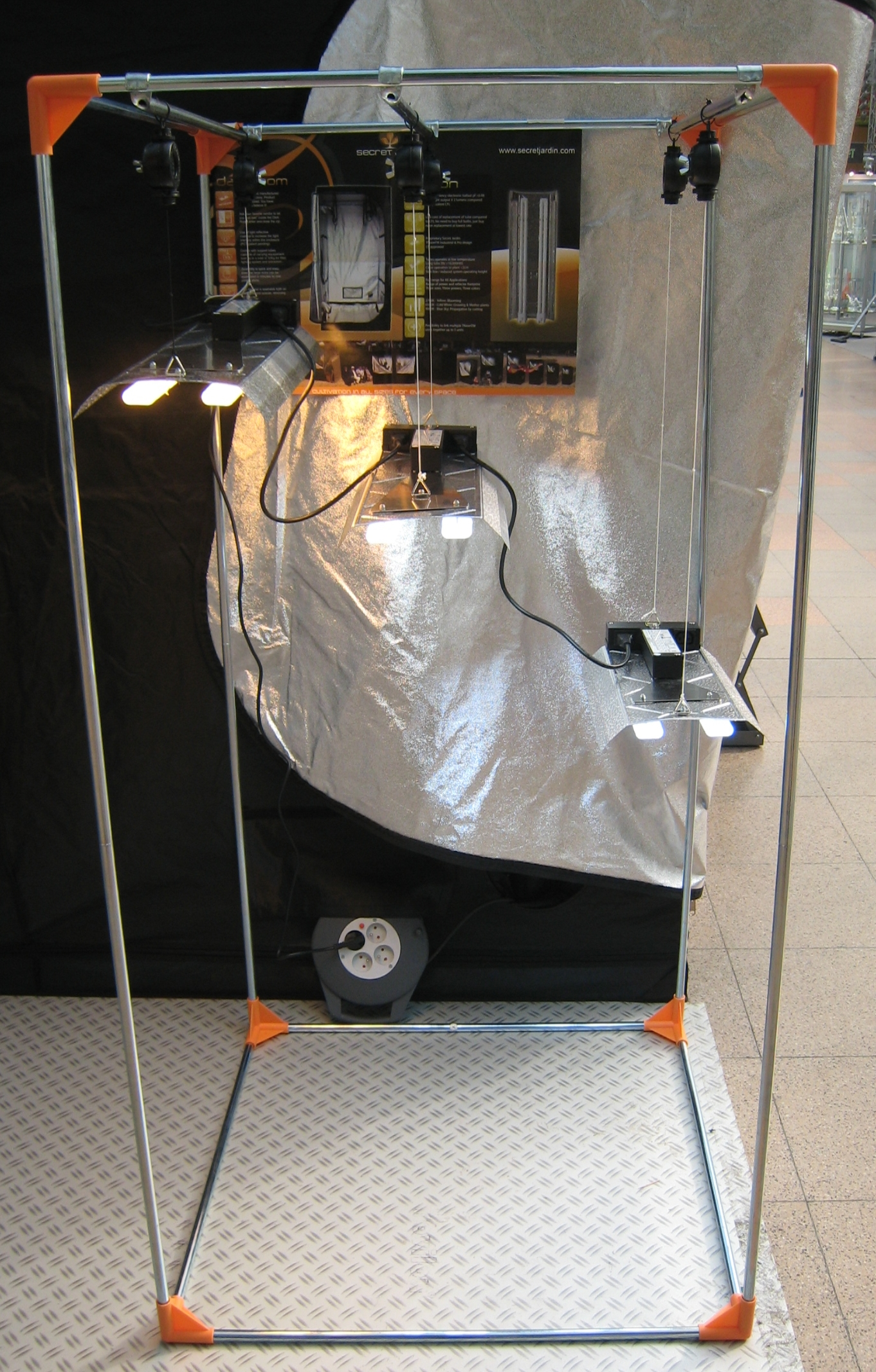
Ein Metallrahmen als Trägergerüst für die Außenhaut eines Growschrankes

Die Ausstattung eines Growschrankes umfasst unter anderem Thermometer, Hygrometer, Zeitschaltuhren, Lampen, Schwarz-Weiß-Folie, sowie Lüftungselemente wie Lüfter, Aktivkohlefilter, Schalldämpfer und kleine Ventilatoren.
Die Beleuchtung erfolgt meistens durch mittels Zeitschaltuhren gesteuerte Leuchtstofflampen oder Hochdruck-Natriumdampflampen. Die Schwarz-Weiß-Folie dient als luft- und lichtundurchlässige Schicht zur Abschottung gegenüber der Außenwelt. Der Lüfter dient zur Wärmeabfuhr, dem Luftaustausch sowie der Abfuhr schlechter Gerüche. Die abgesaugte Luft wird mittels Aktivkohlefilter vom markanten Geruch blühenden Marihuanas befreit und mittels Schalldämpfer wird das Geräusch des Lüfters unterdrückt. Zur Luftzirkulation werden kleinere Ventilatoren verwendet, die – speziell bei höheren Temperaturen (z. B. bei der Kultivierung von tropischen Pflanzen) – die Verbreitung von Schädlingen und Pilzen vermeiden bzw. verringern soll. Gezüchtet wird auf Erde oder mit hydroponischen Systemen auf Kokosmatten bzw. Steinwolle.
Growschränke werden heute auch oft mit modernen LED-Leuchten betrieben, die speziell darauf ausgelegt sind, die Pflanzen mit dem richtigen Lichtspektrum zu versorgen und dabei weniger Energie zu verbrauchen als die Systeme mit Leuchtstoff- oder Natriumdampflampen.

## Verwendung
Obwohl ein Growschrank für alle Arten von Pflanzen verwendet werden kann, wird er vorwiegend zur Kultivierung von THC-haltigem Hanf verwendet. Dieser war in Deutschland bis zum Inkrafttreten des Cannabisgesetzes illegal. Für den legalen Anbau aller anderen Pflanzen ist es meist praktischer und billiger, ein Gewächshaus zu verwenden. Da bei gewöhnlicher Kultivierung Hanfpflanzen nach der Blütephase nicht mehr weiterverwendet werden können, werden manchmal auch größere Schränke geteilt bzw. mehrere Schränke/Boxen nebeneinander verwendet, um kontinuierlich Stecklinge (Klone) gewinnen zu können. In einem „Mutterschrank“ wird hierbei eine weibliche Pflanze mit Hilfe der Beleuchtungsdauer langfristig in der vegetativen Phase gehalten.

Trotz des erhöhten juristischen Risikos beim Anbau von Hanf zur Drogengewinnung – der Anbau von Rauschhanf wird härter bestraft als der bloße Besitz von Eigentagesbedarf-Mengen – und der zum Teil hohen Investitions- und Betriebskosten werden Growschränke dennoch verwendet, da Cannabis aus Eigenproduktion im Vergleich zur auf der Straße erhältlichen Ware keine Streckmittel, kaum Düngerückstände, Pestizide, Schimmelsporen oder Dreck enthält und der Kontakt mit kriminellen Strukturen ausbleibt.